# Tenzin Pelling

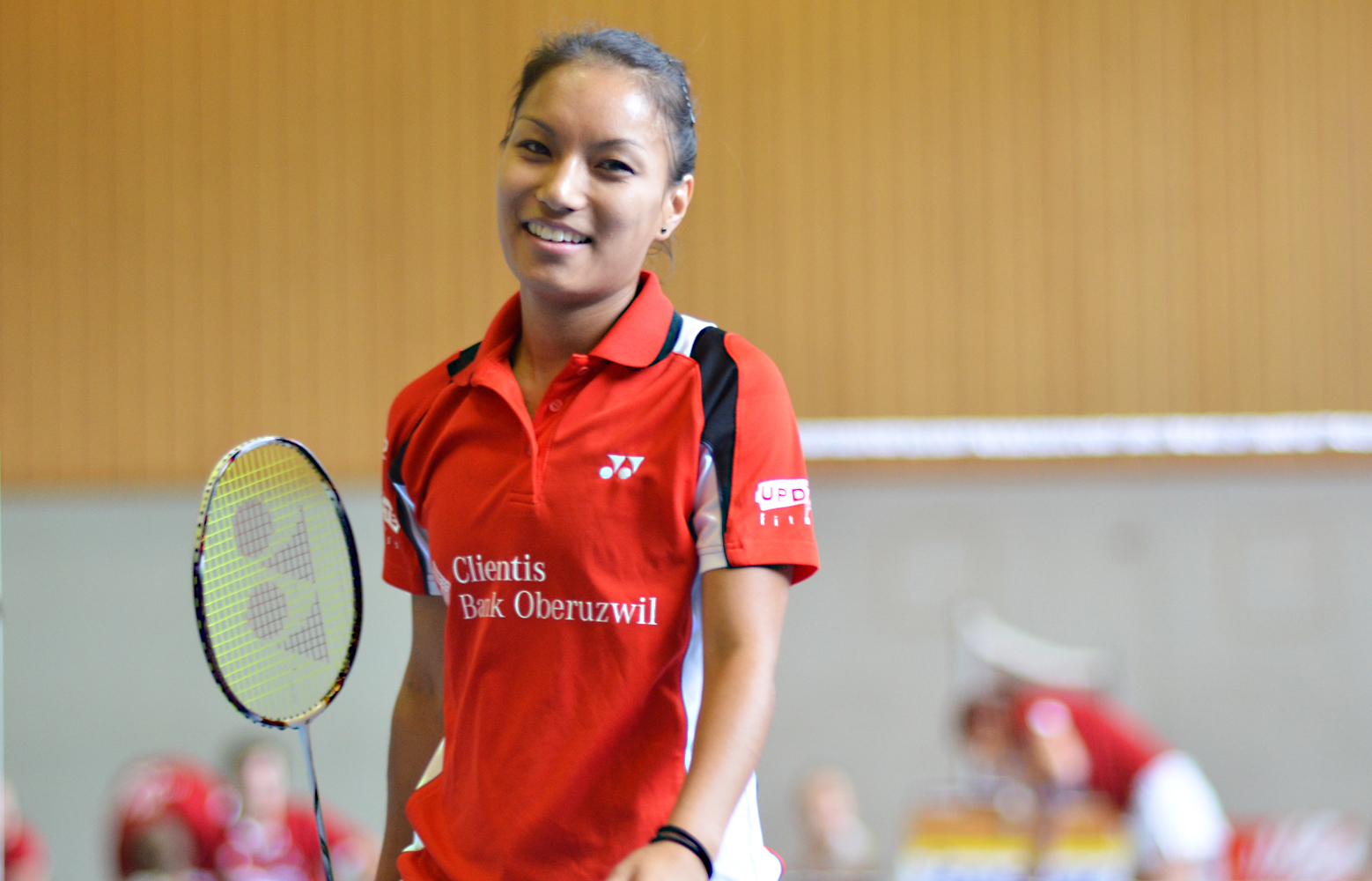
Tenzin Pelling

Tenzin Pelling (* 30. Juni 1988) ist eine Schweizer Badmintonspielerin. 

## Karriere
Tenzin Pelling gewann 2007 bei den Schweizer Meisterschaften Silber im Damendoppel. 2009 wurde sie sowohl im Einzel als auch im Doppel Dritte. Auch 2010 gewann sie diese beiden Medaillen. 2011 wurde sie Dritte im Einzel, 2013 Zweite im Doppel. 2014 gewann sie sowohl Silber im Dameneinzel als auch Bronze im Damendoppel.